# 유효 작용

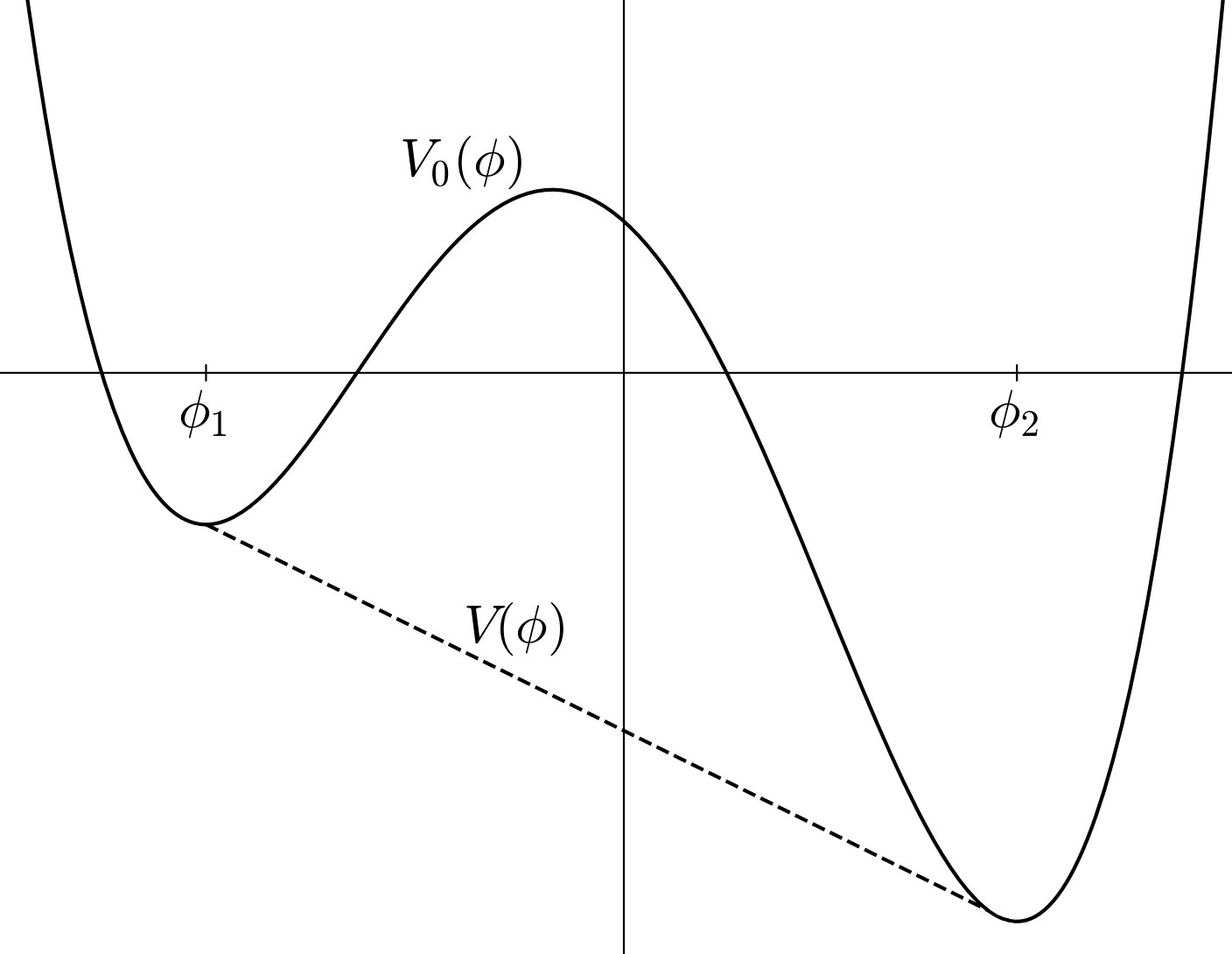

양자장론에서 유효 작용(有效作用, effective action)은 고전적인 작용을 양자역학적인 효과를 고려하여 수정한 것이다. 고전적인 작용은 고전적 장의 범함수인데 반해, 유효작용은 양자론적 장의 진공 기댓값 {\displaystyle \phi _{\text{cl}}}의 범함수다. 대개 기호 {\displaystyle \Gamma [\phi _{\text{cl}}]}로 나타낸다.
고전역학에서는 운동 방정식을 최소 작용 원리로 계산할 수 있다. 그러나 양자론에서는 최소 작용 원리는 단순히 경로 적분을 근사할 뿐이다. 그러나 고전적 작용을 유효 작용으로 바꾸면 고전적인 경우와 같이 유효 작용에 최소 작용 원리를 사용하여 진공 기댓값의 운동 방정식을 정확히 계산할 수 있다.

## 정의
샘마당(source field) {\displaystyle J}에 대한 분배 함수
{\displaystyle Z[J]=\int {\mathcal {D}}\phi \,\exp(iS[\phi ]+i\langle J,\phi \rangle )=\int {\mathcal {D}}\phi \,\exp \left(\mathrm {i} \int d^{4}x\;({\mathcal {L}}[\phi (x)]+J(x)\phi (x))\right)}
를 생각하자. 에너지 범함수 {\displaystyle E[J]}는
{\displaystyle E[J]=i\log Z[J]}
와 같이 정의한다. 이는 통계역학의 자유 에너지에 해당하는 값이다.
마당 {\displaystyle \phi }의 진공 기댓값 {\displaystyle \phi _{\text{cl}}=\langle \phi \rangle }은 다음과 같이 에너지의 도함수로 쓸 수 있다.
{\displaystyle \phi _{\text{cl}}=-{\frac {\delta E[J]}{\delta J}}}.
이 식은 {\displaystyle \phi _{\text{cl}}}가 {\displaystyle J}에 대한 범함수로 주어진다는 것을 의미하는데, 이를 역으로 사용하여 {\displaystyle J}를 {\displaystyle \phi _{\text{cl}}}에 대한 범함수로 간주할 수 있다. 이를 바탕으로 르장드르 변환을 하면 유효 작용 {\displaystyle \Gamma [\phi _{\text{cl}}]}를 얻는다.
{\displaystyle \Gamma [\phi _{\text{cl}}]=-E[J]-\int d^{4}x\;J(x)\phi _{\text{cl}}(x)}
만약 진공이 병진불변이라면, 유효작용을 장의 (범함수가 아니라 일반) 함수인 유효퍼텐셜 {\displaystyle V(\phi _{\text{cl}})}로 나타낼 수 있다.
{\displaystyle \Gamma [\phi _{\text{cl}}]=-V(\phi _{\text{cl}})\int d^{4}x.}

## 1점기약 상관함수의 모함수
분배 함수 Z[J]가 상관함수의 생성함수고, 에너지 {\displaystyle E[J]}가 연결상관함수 (connected correlation function)의 생성함수인 것처럼, 유효 작용은 1점기약(一點旣約, one-point irreducible) 상관함수의 모함수다.
즉, 유효작용은 다음과 같은 식으로 써질 수 있는데, 이 식에 등장하는 유효작용의 n계 미분항 {\displaystyle \Gamma ^{(n)}(x_{1},\cdots ,x_{n})}가 기약상관함수라는 말이다. 이런 식으로 상관함수를 미분을 통해 생성할 수 있기 때문에, 상관함수의 생성함수 또는 모함수라고 부른다.
{\displaystyle \Gamma [\phi _{\text{cl}}]=\sum _{n=0}^{\infty }{\frac {1}{n!}}\int d^{4}x_{1}\cdots \int d^{4}x_{n}\;\Gamma ^{(n)}(x_{1},\cdots ,x_{n})(\phi _{\text{cl}}(x_{1})-\langle \phi (x_{1})\rangle _{0})\cdots (\phi _{\text{cl}}(x_{n})-\langle \phi (x_{n})\rangle _{0})}
여기서 {\displaystyle \Gamma ^{(n)}(x_{1},\cdots ,x_{n})}는 다음과 같으며,
{\displaystyle \Gamma ^{(n)}(x_{1},\cdots ,x_{n})=\left.{\frac {\delta ^{n}\Gamma [\phi _{\text{cl}}]}{\delta \phi _{\text{cl}}(x_{1})\cdots \delta \phi _{\text{cl}}(x_{n})}}\right|_{\phi _{\text{cl}}=\langle \phi \rangle _{0}}}
{\displaystyle \langle \phi \rangle _{0}}는 {\displaystyle J=0}일 때의 장의 진공기대값 {\displaystyle \langle \phi \rangle }를 의미한다.

### 1점 상관함수
유효작용의 1계 미분항 {\displaystyle \Gamma ^{(1)}(x)=\left.{\frac {\delta \Gamma [\phi _{\text{cl}}]}{\delta \phi _{\text{cl}}(x)}}\right|_{\phi _{\text{cl}}=\langle \phi \rangle _{0}}}의 경우, 직접 풀면 다음과 같다. 물론 이는 잘 알려진 르장드르 변환의 성질이다.
{\displaystyle \Gamma ^{(1)}(x)=\left.{\frac {\delta (-E[J]-\int d^{4}y\;J(y)\phi _{\text{cl}}(y))}{\delta \phi _{\text{cl}}(x)}}\right|_{\phi _{\text{cl}}=\langle \phi \rangle _{0}}=-\int d^{4}z\;{\frac {\delta E[J]}{\delta J(z)}}{\frac {\delta J(z)}{\delta \phi _{\text{cl}}(x)}}-\int d^{4}y\;\left({\frac {\delta J(y)}{\delta \phi _{\text{cl}}(x)}}\phi _{\text{cl}}(y)+J(y){\frac {\delta \phi _{\text{cl}}(y)}{\delta \phi _{\text{cl}}(x)}}\right)=-J(x)}

### 2점 상관함수
유효작용의 2계 미분항 {\displaystyle \Gamma ^{(2)}(x,y)=\left.{\frac {\delta ^{2}\Gamma [\phi _{\text{cl}}]}{\delta \phi _{\text{cl}}(x)\delta \phi _{\text{cl}}(y)}}\right|_{\phi _{\text{cl}}=\langle \phi \rangle _{0}}}와 에너지 범함수 {\displaystyle E[J]}로부터 얻은 2점 연결상관함수 {\displaystyle G_{(2)}^{c}=i\left.{\frac {\delta ^{2}E[J]}{\delta J(x)\delta J(y)}}\right|_{J=0}} 사이의 관계를 다음과 같이 찾을 수 있다. 일단 {\displaystyle \Gamma ^{(2)}(x,y)}와 {\displaystyle G_{(2)}^{c}(x,y)}을 각각 {\displaystyle J}와 {\displaystyle \phi _{\text{cl}}}을 사용하여 표현하면 다음과 같다.
{\displaystyle \Gamma ^{(2)}={\frac {\delta (\delta \Gamma /\delta \phi _{\text{cl}}(y))}{\delta \phi _{\text{cl}}(x)}}=-{\frac {\delta J(y)}{\delta \phi _{\text{cl}}(x)}}}
{\displaystyle G_{(2)}^{c}=i{\frac {\delta (\delta E[J]/\delta J(x))}{\delta J(y)}}=-i{\frac {\delta \phi _{\text{cl}}(x)}{\delta J(y)}}}
그러므로 {\displaystyle {\delta J(y)}/{\delta \phi _{\text{cl}}(x)}}와 {\displaystyle {\delta \phi _{\text{cl}}(x)}/{\delta J(y)}}의 관계를 파악해야 하는데, 이 둘은 서로에게 역범함수의 관계에 있다.
{\displaystyle \int d^{4}b\left({\frac {\delta J(a)}{\delta \phi _{\text{cl}}(b)}}\right)\left({\frac {\delta \phi _{\text{cl}}(b)}{\delta J(c)}}\right)=\int d^{4}b\left({\frac {\delta \phi _{\text{cl}}(a)}{\delta J(b)}}\right)\left({\frac {\delta J(b)}{\delta \phi _{\text{cl}}(c)}}\right)=\delta (a-c)}
이러한 맥락에서 다음과 같이 표기할 수 있다.
{\displaystyle {\frac {\delta J(y)}{\delta \phi _{\text{cl}}(x)}}=\left({\frac {\delta \phi _{\text{cl}}(x)}{\delta J(y)}}\right)^{-1}}
참고로 역범함수의 정의는 다음과 같다.
{\displaystyle \int d^{4}b\left({\frac {\delta \phi _{\text{cl}}(b)}{\delta J(a)}}\right)^{-1}\left({\frac {\delta \phi _{\text{cl}}(b)}{\delta J(c)}}\right)=\int d^{4}b\left({\frac {\delta \phi _{\text{cl}}(a)}{\delta J(b)}}\right)\left({\frac {\delta \phi _{\text{cl}}(c)}{\delta J(b)}}\right)^{-1}=\delta (a-c)}
따라서 {\displaystyle \Gamma ^{(2)}(x,y)}와 {\displaystyle G_{(2)}^{c}(x,y)}, 이 둘은 {\displaystyle G_{(2)}^{c}=i(\Gamma ^{(2)})^{-1}}의 관계를 가진다.
잘 알려진 대로, 양자장론이 다루는 대부분의 물리적 2점 연결상관함수는 운동량 {\displaystyle p}을 기저로 선택한 표현에서 1입자기약 (1PI, 1 Particle Irreducible) 함수를 이용해서 나타낼 수 있으며, {\displaystyle \phi ^{4}} 이론의 경우, 그 표현은 {\displaystyle -i/(p^{2}+m^{2}-\Pi (p))}이다. 여기서 {\displaystyle \Pi (p)}는 {\displaystyle \phi ^{4}} 이론의 1입자기약 함수이다.
따라서, {\displaystyle \phi ^{4}} 이론의 경우에 {\displaystyle \Gamma ^{(2)}}는 {\displaystyle -p^{2}-m^{2}+\Pi (p)}의 꼴을 가진다. 이때, {\displaystyle -p^{2}-m^{2}}는 2점 기약상관함수를 이루는 파인만 도형 중 상호작용의 효과가 없는 항으로 생각될 수 있고, {\displaystyle \Pi (p)}는 2점 기약상관함수를 이루는 파인만 도형 중 상호작용의 효과가 있는 항으로 생각될 수 있으며, 이 둘이 합해 기약 상관함수를 이룬다고 생각할 수 있다.

### 3점 기약함수
유효작용의 3계 미분항 {\displaystyle \Gamma ^{(3)}}와 3점 연결상관함수 {\displaystyle G_{(3)}^{c}}의 관계는 다음과 같이 구할 수 있다.
{\displaystyle G_{(3)}^{c}={\frac {1}{i}}{\frac {\delta G_{(2)}^{c}(x,y)}{\delta J(z)}}={\frac {1}{i}}\int d^{4}a{\frac {\delta G_{(2)}^{c}(x,y)}{\delta \phi _{\text{cl}}(a)}}{\frac {\delta \phi _{\text{cl}}(a)}{\delta J(z)}}={\frac {1}{i}}\int d^{4}a{\frac {\delta i(\Gamma ^{(2)}(x,y))^{-1}}{\delta \phi _{\text{cl}}(a)}}{\frac {\delta \phi _{\text{cl}}(a)}{\delta J(z)}}=\int d^{4}a\left(\int d^{4}b\int d^{4}c-(\Gamma ^{(2)}(x,b))^{-1}(\Gamma ^{(2)}(y,c))^{-1}\Gamma ^{(3)}(b,c,a)\right)\left(-(\Gamma ^{(2)}(a,z))^{-1}\right)}
여기서 {\displaystyle (\Gamma ^{(2)}(x,y))^{-1}}의 범함수 미분은, 앞서 정의한 역범함수의 정의로부터 구할 수 있다. 역범함수의 정의가 되는 식의 양변을 미분하면, 우변의 델타함수는 함수 {\displaystyle \phi _{\text{cl}}(a)}에 대해 상수이므로 0이 된다. 미분한 좌변은 다음과 같다.
{\displaystyle \int d^{4}b{\frac {\delta (\Gamma ^{(2)}(x,b))^{-1}}{\delta \phi _{\text{cl}}(a)}}\Gamma ^{(2)}(b,c)+\int d^{4}b(\Gamma ^{(2)}(x,b))^{-1}{\frac {\delta \Gamma ^{(2)}(b,c)}{\delta \phi _{\text{cl}}(a)}}=0}
위의 식에 {\displaystyle \int d^{4}c(\Gamma ^{(2)}(c,y))^{-1}}을 적분해주면, 다음과 같다.
{\displaystyle {\frac {\delta (\Gamma ^{(2)}(x,y))^{-1}}{\delta \phi _{\text{cl}}(a)}}=-\int d^{4}b\int d^{4}c(\Gamma ^{(2)}(x,b))^{-1}(\Gamma ^{(2)}(y,c))^{-1}{\frac {\delta \Gamma ^{(2)}(b,c)}{\delta \phi _{\text{cl}}(a)}}}
앞서 구한 {\displaystyle \Gamma ^{(3)}}와 {\displaystyle G_{(3)}^{c}} 사이의 관계를 정리하면 다음과 같다.
{\displaystyle G_{(3)}^{c}(x,y,z)=\int d^{4}a\int d^{4}b\int d^{4}c(\Gamma ^{(2)}(x,b))^{-1}(\Gamma ^{(2)}(y,c))^{-1}(\Gamma ^{(2)}(z,a))^{-1}\Gamma ^{(3)}(a,b,c)=\int d^{4}a\int d^{4}b\int d^{4}c\,G_{(2)}^{c}(x,b)G_{(2)}^{c}(y,c)G_{(2)}^{c}(z,a)\,i\Gamma ^{(3)}(a,b,c)}
잘 알려졌다시피, 좌변의 연결상관함수는 모든 연결된 파인만 도형의 합으로 생각될 수 있다. 우변을 보면 세 개의 {\displaystyle G_{(2)}^{c}}가 x, y, z 점에서 뻗어나가고 있는데, 이 2점 연결상관함수부분을 제외하면 {\displaystyle i\Gamma ^{(3)}(a,b,c)}만이 남는다. 한편, 우변에서 연결상관함수를 제외하는 것은, 좌변이 의미하는 모든 연결 파인만 도형의 합에서 외부 다리(external leg)를 절단(amputate)하는 것과 동등하며, 이를 절단함으로써 남는 것은, 한 개의 선분을 자름으로써 두 부분으로 나누어질 수 없는 파인만 도형들의 합이다. 그런데 이는 기약함수의 정의와 같으므로, 따라서 좌변의 {\displaystyle i\Gamma ^{(3)}(a,b,c)}은 3점 기약함수의 값에 해당한다.

### n점 기약함수
유효작용의 일반적인 n계도 미분항이 n점 기약함수와 일치하는지 여부도 3점 기약함수와 비슷한 방법으로 알 수 있다. n점 연결상관함수를 유효작용의 미분항으로 표현하면, 유효작용의 n계도 미분항부터 3계 미분항까지의 여러 미분항과 2점 연결상관함수를 각기 곱한 것들의 합으로 주어지는데, 3점 기약함수에서 본 것과 같이, 그 각각의 파인만 도형에서의 성질을 생각하면, n계도 미분항은 '한 개의 선분을 자름으로써 두 부분으로 나누어질 수 없는 파인만 도형들의 합'과 일치함을 볼 수 있다.
예를 들어, 4점 연결상관함수는 유효작용의 미분항으로 다음과 같이 표현할 수 있다.
{\displaystyle G_{abcd}^{c}={\frac {1}{i}}{\frac {\delta G_{abc}^{c}}{\delta J_{d}}}={\frac {1}{i}}{\frac {\delta (\Gamma _{ax}^{(2)})^{-1}(\Gamma _{by}^{(2)})^{-1}(\Gamma _{cz}^{(2)})^{-1}\Gamma _{xyz}^{(3)}}{\delta \phi _{\textrm {cl}}^{i}}}{\frac {\delta \phi _{\textrm {cl}}^{i}}{\delta J_{d}}}={\frac {1}{i}}\left(-(\Gamma _{aj}^{(2)})^{-1}(\Gamma _{xk}^{(2)})^{-1}\Gamma _{ijk}^{(3)}(\Gamma _{by}^{(2)})^{-1}(\Gamma _{cz}^{(2)})^{-1}\Gamma _{xyz}^{(3)}-(\Gamma _{ax}^{(2)})^{-1}(\Gamma _{bj}^{(2)})^{-1}(\Gamma _{yk}^{(2)})^{-1}\Gamma _{ijk}^{(3)}(\Gamma _{cz}^{(2)})^{-1}\Gamma _{xyz}^{(3)}-(\Gamma _{ax}^{(2)})^{-1}(\Gamma _{by}^{(2)})^{-1}(\Gamma _{cj}^{(2)})^{-1}(\Gamma _{zk}^{(2)})^{-1}\Gamma _{ijk}^{(3)}\Gamma _{xyz}^{(3)}+(\Gamma _{ax}^{(2)})^{-1}(\Gamma _{by}^{(2)})^{-1}(\Gamma _{cz}^{(2)})^{-1}\Gamma _{xyzi}^{(4)}\right)(-(\Gamma _{id}^{(2)})^{-1})}
이 식에서는 아인슈타인 표기법(Einstein convention)을 이용했다. 여기서 2점 기약함수의 역함수가 2점 연결상관함수라는 점과 유효작용의 3계 미분항이 3점 기약함수라는 점을 이용하면, 우변의 첫 세 개항은 a,b,c,d의 네 개의 점 중 두 개의 점씩 짝지어 3점 기약상호작용을 하고, 각각의 3점 기약상호작용에서 남는 점을 서로 이은 파인만 도형에 해당함을 알 수 있다. 따라서 남은 네번째 항에 있는 유효작용의 4계 미분항은 4점 기약함수라는 것을 알 수 있다.
일반적으로, n점 연결상관함수는 4점 연결상관함수와 같이, 2점 연결상관함수를 선분으로 갖고, 3, 4, ..., n점 기약상관함수를 선분이 모이는 점으로 갖는, 나무 파인만 도형(tree level Feynmann diagram)의 합으로 이루어진다. 이는 고전적인 작용 {\displaystyle S[\phi ]}를 갖고 수행한 양자역학적 계산, 즉 고리 파인만 도형을 포함하는 계산이 양자역학적인 유효작용 {\displaystyle \Gamma [\phi _{\textrm {cl}}]}을 갖고 수행한 고전적인 계산, 즉 나무수준 파인만 도형으로 수행한 계산과 일치함을 의미한다.
또한 2점 기약함수에서 얻은 양자역학적인 보정항 {\displaystyle \Pi (p)}는 유효작용의 장에 대한 이차항들은 고전적인 작용으로부터 질량의 재규격화와 장세기의 재규격화를 가한 것임을 의미한다. 이와 같이 고전적인 작용의 각 항에 양자역학적인 보정, 즉 재규격화를 가한 것이 유효작용에 등장하는 각 항들이다. 이렇듯 양자역학적으로 보정된 항들을 갖는 유효작용으로부터 수행한 고전적인 나무수준 계산으로 여러 가지 물리현상을 해석할 수 있다.

## 건드림 전개
유효작용 {\displaystyle \Gamma [\phi _{\text{cl}}]}은 양자요동의 크기를 나타내는 {\displaystyle \hbar }에 대해서 건드림 전개를 할 수 있다.

### 0차항 계산
{\displaystyle \hbar }의 크기를 0으로 보내는 극한에서, 분배함수 {\displaystyle Z[J]}는 전적으로 다음 조건을 만족하는 마당 {\displaystyle \phi _{0}}에 의해 그 값이 결정된다.
{\displaystyle \left.{\frac {\delta S[\phi ]+\langle J,\phi \rangle }{\delta \phi }}\right|_{\phi =\phi _{0}}=0}
{\displaystyle \phi _{0}}는 마당 {\displaystyle \phi }이 {\displaystyle S[\phi ]+\langle J,\phi \rangle }를 작용으로 갖을 때 구해지는 고전역학적인 해이다.
{\displaystyle \hbar \rightarrow 0}의 극한에서, 유효작용 {\displaystyle \Gamma [\phi _{\text{cl}}]}과 일반적인 작용 {\displaystyle S[\phi ]}사이의 관계는 다음과 같다.
{\displaystyle -E[J]=\Gamma [\phi _{\text{cl}}]+\int d^{4}x\;J(x)\phi _{\text{cl}}(x)}
{\displaystyle -E[J]=-i\hbar \log Z[J]\approx -i\hbar \log \exp \left({\frac {i}{\hbar }}\left(S[\phi _{0}]+\int d^{4}x\;J(x)\phi _{0}(x)\right)\right)=S[\phi _{0}]+\int d^{4}x\;J(x)\phi _{0}(x)}
{\displaystyle \Gamma [\phi _{\text{cl}}]+\int d^{4}x\;J(x)\phi _{\text{cl}}(x)=S[\phi _{0}]+\int d^{4}x\;J(x)\phi _{0}(x)}
또한 이 극한에서, 마당의 진공기대값 {\displaystyle \phi _{\text{cl}}}와 마당의 고전적인 해 {\displaystyle \phi _{0}}사이의 관계는 다음과 같다.
{\displaystyle \phi _{\text{cl}}=-{\frac {\delta E[J]}{\delta J(x)}}=\int d^{4}y\;{\frac {\delta S[\phi _{0}]}{\delta \phi _{0}(y)}}{\frac {\delta \phi _{0}(y)}{\delta J(x)}}+\phi _{0}(x)+\int d^{4}x\;J(y){\frac {\delta \phi _{0}(y)}{\delta J(x)}}=\phi _{0}}
마지막 등호는 마당의 고전적인 해 {\displaystyle \phi _{0}}가 고전적인 해로써 만족해야 했던 조건을 이용했다.
그러므로 {\displaystyle \hbar \rightarrow 0}의 극한에서, 마당의 진공기대값 {\displaystyle \phi _{\text{cl}}}은 마당의 고전적인 해 {\displaystyle \phi _{0}}와 일치하며, 유효작용 {\displaystyle \Gamma [\phi _{\text{cl}}]}은 일반적인 작용 {\displaystyle S[\phi _{0}=\phi _{\text{cl}}]}와 일치한다. 이를 유효작용의 평균장근사라고 부르기도 한다.

### 1차항 계산
{\displaystyle \hbar }를 0은 아니지만 작은 수로 간주하면, 즉 {\displaystyle \hbar }에 대해 건드림 전개를 하면, 유효작용은 일반적인 작용에 {\displaystyle \hbar }에 의한 보정값이 더해진다. 이를 위해서는 마당을 마당의 고전적인 해 {\displaystyle \phi _{0}}와 그에 더해지는 양자 요동 {\displaystyle \delta \phi }의 합으로 생각해야 한다.
{\displaystyle \phi =\phi _{0}+\delta \phi }
이로써 {\displaystyle S[\phi ]+\int d^{4}x\;J(x)\phi (x)}를 근사적으로 전개하면 다음과 같다.
{\displaystyle S[\phi _{0}]+\int d^{4}x\;J(x)\phi _{0}(x)+\int d^{4}x\;\left(J(x)+\left.{\frac {\delta S}{\delta \phi (x)}}\right|_{\phi =\phi _{0}}\right)\delta \phi (x)+{\frac {1}{2}}\int d^{4}xd^{4}y\;\delta \phi (x){\frac {\delta ^{2}S}{\delta \phi (x)\delta \phi (y)}}\delta \phi (y)}
마당의 고전적인 해 {\displaystyle \phi _{0}}가 고전적인 해로써 만족해야 하는 조건을 이용하면, {\displaystyle J(x)+\left.\delta S/\delta \phi (x)\right|_{\phi =\phi _{0}}}은 0임을 알 수 있다. 그렇다면 분배 함수는 다음과 같다.
{\displaystyle Z[J]\approx \exp \left({\frac {i}{\hbar }}\left(S[\phi _{0}]+\int d^{4}x\;J(x)\phi _{0}(x)\right)\right)\int {\mathcal {D}}\delta \phi \,\exp \left({\frac {i}{\hbar }}{\frac {1}{2}}\left(\int d^{4}xd^{4}y\;\delta \phi (x){\frac {\delta ^{2}S}{\delta \phi (x)\delta \phi (y)}}\delta \phi (y)\right)\right)}
가우스 적분{\displaystyle \int _{-\infty }^{\infty }e^{-ax^{2}}\,dx={\sqrt {\frac {\pi }{a}}}}의 범함수 적분으로의 확장을 생각하면, 우항은 다음과 같다.
{\displaystyle Z[J]\approx \exp \left({\frac {i}{\hbar }}\left(S[\phi _{0}]+\int d^{4}x\;J(x)\phi _{0}(x)\right)\right)\left[\det {\frac {\delta ^{2}S}{\delta \phi (x)\delta \phi (y)}}\right]_{\phi =\phi _{0}}^{-1/2}}
식을 고쳐쓰면,
{\displaystyle Z[J]\approx \exp \left({\frac {i}{\hbar }}\left(S[\phi _{0}]+\int d^{4}x\;J(x)\phi _{0}(x)+{\frac {i\hbar }{2}}\left[{\text{tr}}\log {\frac {\delta ^{2}S}{\delta \phi (x)\delta \phi (y)}}\right]_{\phi =\phi _{0}}\right)\right)}
그러므로 유효작용과 일반적인 작용 사이의 관계는 다음과 같다.
{\displaystyle \Gamma [\phi _{\text{cl}}]+\int d^{4}x\;J(x)\phi _{\text{cl}}(x)=S[\phi _{0}]+\int d^{4}x\;J(x)\phi _{0}(x)+{\frac {i\hbar }{2}}\left[{\text{tr}}\log {\frac {\delta ^{2}S}{\delta \phi (x)\delta \phi (y)}}\right]_{\phi =\phi _{0}}}
마당의 진공기대값 또한 {\displaystyle \phi _{\text{cl}}=\phi _{0}+\delta \phi '} 꼴로 간주하고, 위 식 우변의 {\displaystyle \phi _{0}}를 {\displaystyle \phi _{\text{cl}}}에 대해 치환하고, 항들을 정리하면 다음과 같다.
{\displaystyle \Gamma [\phi _{\text{cl}}]+\int d^{4}x\;J(x)\phi _{\text{cl}}(x)=S[\phi _{\text{cl}}]+\int d^{4}x\;(-\delta \phi ')\left.{\frac {\delta S[\phi ]}{\delta \phi }}\right|_{\phi =\phi _{\text{cl}}}+\int d^{4}x\;J(x)\phi _{\text{cl}}+\int d^{4}x\;(-\delta \phi ')J(x)+{\frac {i\hbar }{2}}\left[{\text{tr}}\log {\frac {\delta ^{2}S}{\delta \phi (x)\delta \phi (y)}}\right]_{\phi =\phi _{\text{cl}}}}
{\displaystyle \Gamma [\phi _{\text{cl}}]=S[\phi _{\text{cl}}]+{\frac {i\hbar }{2}}\left[{\text{tr}}\log {\frac {\delta ^{2}S}{\delta \phi (x)\delta \phi (y)}}\right]_{\phi =\phi _{\text{cl}}}}
이를 1-고리 근사(one-loop approximation)이라고 부르기도 한다.

### 1-고리 근사
유효작용의 {\displaystyle \hbar }에 대한 1차항을 1-고리 근사라고 부르는 이유는, 1차항을 파인만 도형으로 접근해보았을 때 그것이 1-고리 도형에 해당하기 때문인데, 이 사실을 두가지 접근으로 확인할 수 있다.
첫번째 접근은, 유효작용의 정의식 {\displaystyle -E[J]=\Gamma [\phi _{\text{cl}}]+\int d^{4}x\;J(x)\phi _{\text{cl}}(x)}의 좌변과 우변을 각각 {\displaystyle \hbar }에 대해 전개해본 뒤, 좌변과 우변을 비교하는 방법이다. 우변은 이미 0차항 계산과 1차항 계산을 통해 전개해보았다. 좌변을 상관함수에 대해 테일러 전개해보면 다음과 같다.
{\displaystyle -E[J]=\left({\frac {\hbar }{i}}\right)\sum _{n=0}^{\infty }{\frac {1}{n!}}\int d^{4}x_{1}\cdots \int d^{4}x_{n}\;\left({\frac {i}{\hbar }}\right)^{n}G^{c}(x_{1},\cdots ,x_{n})J(x_{1})\cdots J(x_{n})}
여기서 {\displaystyle G^{c}(x_{1},\cdots ,x_{n})}는 n점 연결상관함수이다.
상호작용 라그랑지안 {\displaystyle {\mathcal {L}}_{int}}을 섭동적으로 전개할 경우, 상호작용 라그랑지안 {\displaystyle {\mathcal {L}}_{int}} 하나 당 {\displaystyle {i}/{\hbar }}의 인자가 하나씩 곱해진다. 섭동적으로 전개된 상호작용 라그랑지안의 개수는 파인만 도형의 꼭지점(vertex)의 개수에 해당한다. 또한 파인만 도형의 전파인자(propagator) 하나 당 자유 라그랑지안 {\displaystyle {\mathcal {L}}_{free}}의 역에 해당하는 그린 함수 외에 {\displaystyle {\hbar }/{i}} 인자가 하나씩 곱해진다. 따라서
{\displaystyle {\frac {\delta ^{n}-E[J]}{\delta J(x_{1})\cdots \delta J(x_{n})}}=\left({\frac {i}{\hbar }}\right)^{n-1}G^{c}(x_{1},\cdots ,x_{n})\propto \left({\frac {i}{\hbar }}\right)^{n-1}\sum _{m}\left({\frac {i}{\hbar }}\right)^{m}G_{0}^{c}(x_{1},\cdots ,x_{\sigma (m)})\propto \left({\frac {i}{\hbar }}\right)^{n-1}\sum _{m}\left({\frac {i}{\hbar }}\right)^{m}\left({\frac {\hbar }{i}}\right)^{P}}
여기서 {\displaystyle G_{0}^{c}}는 자유 라그랑지안 {\displaystyle {\mathcal {L}}_{free}}만을 고려할 때의 연결상관함수이다.
따라서 {\displaystyle V}개의 꼭지점과 {\displaystyle P}개의 전파인자를 갖는 임의의 {\displaystyle n}점 파인만 도형은 {\displaystyle -E[J]}에 기여하는 측면에서 다음과 같은 {\displaystyle {\hbar }}의 차수를 갖는다.
{\displaystyle \left({\frac {i}{\hbar }}\right)^{n-1}\left({\frac {i}{\hbar }}\right)^{V}\left({\frac {\hbar }{i}}\right)^{P}=\left({\frac {\hbar }{i}}\right)^{P-V-n+1}}
파인만 도형이 갖는 고리의 개수 {\displaystyle L}은 운동량보존을 이용하여, 내부 전파인자(Internal propagator)와 꼭지점의 개수로부터 계산할 수 있다. 연결 파인만 도형의 경우, 고리의 개수는 내부 전파인자의 개수 {\displaystyle I}에서 꼭지점의 개수 {\displaystyle V}를 빼고 1을 더한 수 {\displaystyle I-V+1}이다. 연결 파인만 도형의 경우, {\displaystyle n<P}는 고리가 없는 {\displaystyle n=2}일 때 뿐이며, 이 경우 {\displaystyle L=0}이고 {\displaystyle {\hbar }}의 차수 또한 {\displaystyle {P-V-n+1=0}}으로 0이다. 그외의 연결 파인만 도형의 경우, 전체 전파인자의 개수 {\displaystyle P}에서 {\displaystyle n}을 뺀 것이 내부 전파인자의 개수 {\displaystyle I}이므로, 어떤 임의의 파인만 도형이 갖는 {\displaystyle {\hbar }}의 차수는 {\displaystyle {\hbar }^{L}}이 된다. 따라서 유효작용의 {\displaystyle {\hbar }}에 대한 건드림 전개의 {\displaystyle L}번째 항은 {\displaystyle {L}}개의 고리를 가진 연결 파인만 도형의 합과 동등한 관계가 있다.
두번째 접근은, 직접 {\displaystyle \hbar }에 대한 1차항을 파인만 도형으로 풀어보는 것이다. {\displaystyle \phi ^{4}} 이론의 경우에 1차항은,
{\displaystyle {\frac {i\hbar }{2}}{\text{tr}}\log \left(-\partial ^{2}-m^{2}-{\frac {g}{2}}\phi _{\textrm {cl}}^{2}\right)}
이다. 이를 {\displaystyle \phi ^{4}} 상호작용 항에 대해 건드림 전개를 해보면,
{\displaystyle {\frac {i\hbar }{2}}{\text{tr}}\log \left(-\partial ^{2}-m^{2}\right)+{\frac {i\hbar }{2}}{\text{tr}}\log \left(1+{\frac {i}{-\partial ^{2}-m^{2}}}{\frac {ig}{2}}\phi _{\textrm {cl}}^{2}\right)={\frac {i\hbar }{2}}{\text{tr}}\log \left(-\partial ^{2}-m^{2}\right)+{\frac {i\hbar }{2}}{\text{tr}}\left(\sum _{n=1}^{\infty }-{\frac {1}{n}}\left(-{\frac {ig}{2}}\right)^{n}\left({\frac {i}{-\partial ^{2}-m^{2}}}\phi _{\textrm {cl}}^{2}\right)^{n}\right)}
전파인자에 해당하는 값을 {\displaystyle G_{0}}로 적으면,
{\displaystyle {\frac {i\hbar }{2}}{\text{tr}}\log \left(-\partial ^{2}-m^{2}\right)+{\frac {i\hbar }{2}}{\text{tr}}\left(\sum _{n=1}^{\infty }-{\frac {1}{n}}\left(-{\frac {ig}{2}}\right)^{n}\left(G_{0}\phi _{\textrm {cl}}^{2}\right)^{n}\right)}
{\displaystyle {\text{tr}}} 연산자를 풀어보면, 테일러 전개한 각 항들이 1-고리 도형에 해당함을 확인할 수 있다.

## 참고 문헌
- J.Goldstone, A.Salam, S.Weinberg, Phys.Rev. 127, 965 (1962).
- G.Jona-Lasinio, Nuovo Cimento 34, 1790 (1964).
- S.Weinberg: The Quantum Theory of Fields, Vol.II, Cambridge University Press 1996.
- D.J.Toms: The Schwinger Action Principle and Effective Action, Cambridge University Press 2007.
- H. Kleinert, Particles and Quantum Fields, World Scientific Publishing Company 2016.

## 같이 보기
- 배경장 게이지 (background field gauge)
- 유효이론